# Renato Dulbecco
Renato Dulbecco (22 de febrero de 1914 - 20 de febrero de 2012) fue un virólogo italiano.

## Breve biografía
Estudió Medicina en la Universidad de Turín con Giuseppe Levi y desde 1940 fue profesor de Patología en esa misma universidad.
A partir de 1947 se dedicó a la investigación en Bacteriología. Posteriormente se traslada a Estados Unidos, país del que adquirió la nacionalidad. Trabaja durante 10 años en el Instituto de Tecnología de California y posteriormente ocupa una cátedra en el Imperial Cancer Research Fund Laboratory de Londres.
Dedicó todas sus investigaciones al estudio de los tumores en especial a los efectos de los virus sobre las células. Con las conclusiones de sus estudios Dulbecco llegó a la idea de que los virus pueden desempeñar un papel destacado en la génesis del cáncer
Padre del proyecto genoma.  Escribió varias publicaciones y un libro llamado Los Genes y Nuestro Futuro. 
Obtuvo el Premio Nobel de Fisiología o Medicina en 1975, premio que compartió con David Baltimore y Howard M. Temin